# Хуан Шуин
Хуан Шуин (1933, Пекин, Китайская Республика) — учёная-китаист, соавтор одного из самых известных русскоязычных учебников китайского языка.

## Биография
Родилась в Пекине в 1933 году. В 1949 вступила в ряды добровольческой армии, участвовала в боях. Через 10 лет поступила в Пекинский педагогический институт, затем училась в МГУ.
С 1967 по 1997 преподавала китайский язык в Институте стран Азии и Африки. Совместно с Тамарой Павловной Задоенко разработала методику преподавания китайского языка и составила многократно переиздававшийся учебник.

## Семья
Жена китаеведа Михаила Васильевича Крюкова. Мать Василия Михайловича Крюкова.

## Труды
- Задоенко Т. П., Хуан Шуин. Начальный курс китайского языка. — М., 1973. — книга выдержала множество изданий.
- Крюков М. В., Хуан Шуин. Древнекитайский язык. — М.: Наука, 1978.
- Задоенко Т. П., Хуан Шуин. Основы китайского языка = 基礎漢語: [в 2 частях]. — М.: Наука, 1983—1986.
- Хуан Шуин, Крюков М. В. Давайте поговорим по-китайски! Новый самоучитель разговорного китайского языка. — М.: Восточная книга, 2009.